# Royal Artillery Barracks
Les Royal Artillery Barracks, situés à Woolwich dans le Sud-Est de Londres, sont les bâtiments où logeait la Royal Artillery. Construits entre 1776 et 1802, ils furent laissées libres en 2007.
Ils sont utilisés pour les épreuves de tirs des Jeux olympiques d'été de 2012.

## Aperçu historique
Il y a  une présence militaire à Woolwich depuis au moins le 16e siècle, lorsque les troupes auraient été engagées dans la défense de Woolwich Dockyard (également connu sous le nom de King's Yard). Cependant c'est l'arrivée du Board of Ordnance  qui a donné à la ville son caractère militaire. Le Conseil a d'abord acquis des terres (connues sous le nom de Warren) dans les années 1670; pour devenir le Royal Arsenal, qui a été, entre autres, la principale usine de fabrication d'armements du gouvernement britannique pendant plus de 200 ans. Le Conseil était à la fois un bureau militaire et civil d'État : le Royal Regiment of Artillery et le Corps Of Royal Engineers étaient toutes deux des formations militaires du Conseil, créées au début du XVIIIe siècle et n'ayant fait partie de l'armée britannique que depuis les années 1850. En 1776, la Royal Artillery a quitté son quartier général initial dans le Warren pour s'installer dans une nouvelle caserne de la Royal Artillery , construite à cet effet, juste au nord de Woolwich Common. Par la suite, une variété de quartiers militaires, d'institutions et d'équipements ont vu le jour dans les environs et une nouvelle ville de garnison a commencé à émerger.